# Olin Kreutz
(en) Statistiques sur pro-football-reference
Olin George Kreutz (né le 9 juin 1977 à Honolulu) est un joueur américain de football américain.

## Enfance
Kreutz est le plus jeune fils d'une famille de quatre enfants. Il étudie à la Saint Louis School de Honolulu sous les ordres de l'entraineur Cal Lee. Il participe également à des compétitions de lutte et d'athlétisme. Il reçoit la distinction d' All-State (un des meilleurs joueurs de l'État d'Hawaï) et d' All-America par le magazine SuperPrep. Pour sa dernière année au lycée, il est nommé capitaine de l'équipe et remporte le titre de champion de l'État d'Hawaï de lutte dans la catégorie des poids lourds.

## Carrière

### Université
Après être sorti diplômé, Olin décide d'intégrer l'université de Washington et intègre les rangs de l'équipe de football américain des Huskies, dirigé par Jim Lambright. En 1997, il est nommé comme un des meilleurs joueurs de la conférence Pac 10 pour la saison. Il remporte le Trophée Morris en 1997.

### Professionnel

#### Bears de Chicago
Olin Kreutz est sélectionné au troisième tour du draft de la NFL de 1998 par les Bears de Chicago au soixante-troisième choix. Après avoir fait quelques apparitions lors de sa saison de rookie, il est nommé centre titulaire pour la saison 1999, titulaire à tous les matchs de la saison. En 2000, il ne joue que sept matchs avant de reprendre sa place de titulaire en 2001 et d'être sélectionné à la fin de la saison pour son premier Pro Bowl. Il devient un des éléments les plus robustes de la ligne offensive en NFL en se sélectionnant pour les cinq Pro Bowl suivant et dans l'équipe de la saison en 2006.
Lors de la saison 2005, il casse la mâchoire de son coéquipier Fred Miller après un entrainement de l'équipe, provoquant une polémique. La NFL condamne les deux joueurs a verser une amende de cinquante mille dollars. En octobre 2006, il signe une prolongation de contrat de trois ans avec Chicago. En 2007, il devient un des capitaines de l'équipe. Il fait ensuite quatre saisons pleines, il a toujours été titulaire avec Chicago depuis 2003.
En 2011, Olin refuse une offre de prolongation de contrat de Chicago d'un an de trois millions de dollars. Le contrat de Kreutz expire.

#### Saints de La Nouvelle-Orléans
Le 5 août 2011, Olin signe un contrat d'un an avec les Saints de La Nouvelle-Orléans de deux millions de dollars et deux millions de bonus. Il joue les quatre premiers matchs de la saison et rate les deux suivants à cause d'une blessure au genou. Il déclare ensuite, qu'il quitte l'équipe, disant qu'il avait perdu sa passion pour le football. Il est officiellement libéré le 22 octobre.